# Murunkus subitus
Murunkus subitus — викопний вид буревісникоподібних птахів родини альбатросових (Diomedeidae), що існував в еоцені. Викопні рештки птаха знайдено в Узбекистані.